# Tunnel de la Croix-Rousse
De Tunnel de la Croix-Rousse is een tunnel in de Franse stad Lyon, die daar onder het 1e en 4e arrondissement door gaat. De tunnel verbindt de oevers van de Saône en de Rhône met elkaar, die daar parallel lopen. De tunnel is genoemd naar de heuvel la Croix-Rousse. Deze heuvel, waarop het 1e en het 4e arrondissement van Lyon liggen en die de Saône en de Rhône van elkaar scheidt, is steil, bijna een bergrug. Daarom was er voor de verbinding een tunnel nodig. De tunnel werd op 19 april 1952 geopend en is 1782 m lang. De tunnel maakt deel uit van de Route nationale 6, de maximumsnelheid is 50 km/h.
De tunnel bestaat uit 1 tunnelbuis met 2 x 2 rijstroken. In 1971 werd de tunnel ontlast door de opening van tunnel de Fourvière.
In 2013, na tegelijk uitgevoerde grondige werkzaamheden aan de oude tunnel, werd een tweede tunnelbuis naast de eerste geopend. In deze tweede tunnel ligt één rijstrook voor lijnbussen, een fietspad en een voetpad. De verlichting van deze nieuwe tunnel is een kunstwerk, op de wand ervan zijn schilderingen gemaakt en in de tunnel zijn er aparte geluidseffecten.

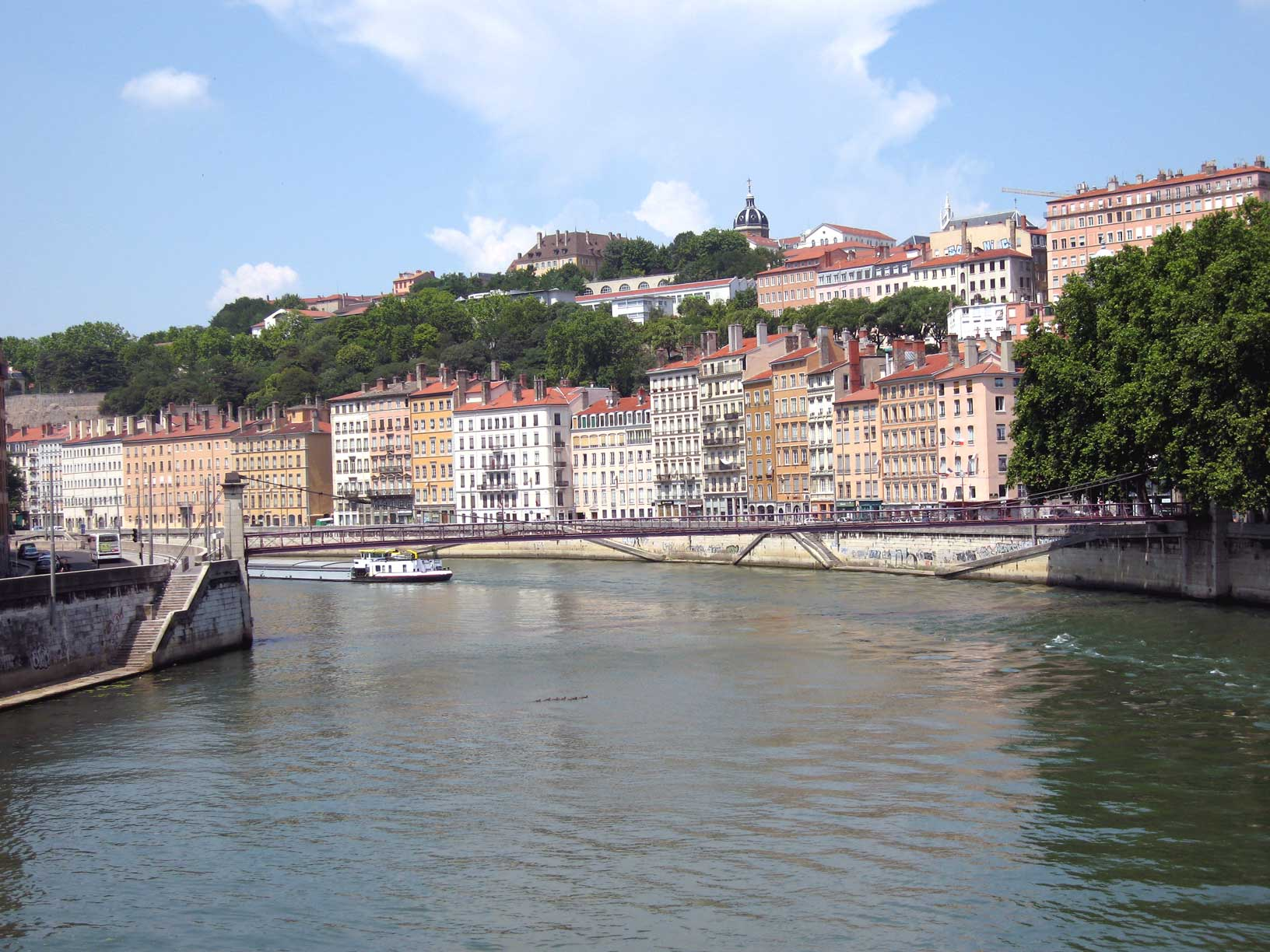
La Croix-Rousse